# Виллуан, Василий Юльевич
Виллуа́н Васи́лий Ю́льевич (28 октября 1850, Москва, Российская империя — 15 сентября 1922, Нижний Новгород, РСФСР) — русский скрипач, пианист, композитор, дирижёр, педагог, музыкальный и общественный деятель, основоположник профессионального музыкального образования в Нижнем Новгороде. Племянник А. И. Виллуана.

## Биография
Родился в Москве в семье учителя 1-й мужской гимназии, француза по происхождению, Юлия Ивановича Виллуана (фр. Villoing). Его мать, Каролина Ивановна, немка, содержала частный пансион. В детстве Василий прекрасно овладел немецким, французским, английским и итальянским языками, получал уроки игры на скрипке у артиста Большого театра А. Пфицнера. С 1866 по 1873 годы учился в Московской консерватории у скрипача-виртуоза Ф. Лауба, композитора П. И. Чайковского и директора консерватории Н. Г. Рубинштейна.
Весной 1873 года по инициативе Н. Г. Рубинштейна было создано Нижегородское отделение Императорского Русского музыкального общества (ИРМО). В. Ю. Виллуан был направлен Рубинштейном в Нижний Новгород возглавить развитие музыкального образования и просвещения. 12 ноября 1873 года в Нижнем Новгороде открылись Музыкальные классы при ИРМО, одно из старейших образовательных музыкальных учреждений России, организатором и первым директором которых был В. Ю. Виллуан. Он был вынужден вносить вклад по самым разным направлениям, решая проблемы финансов (в том числе и учащихся, жертвуя деньги на плату за их обучение), доставая ноты, книги и музыкальные инструменты. Проблема с педагогами усугублялась тем, что согласно уставу ИРМО, здесь могли работать лишь преподаватели с высшим образованием. Такие музыканты в Нижний Новгород переезжать не хотели, и в течение многих лет Виллуан был единственным педагогом в классах скрипки, фортепиано, камерного ансамбля, в теоретическом и оркестровом классах. Лишь постепенно, через переписку и личных контакты, В. Ю. Виллуану удалось собрать высококвалифицированных музыкантов из числа выпускников Петербургской, Московской, Рижской, Пражской, Венской консерваторий. Педагоги и их талантливые ученики стали солировать на сценах Дворянского собрания и Коммерческого клуба.
В 1907 году благодаря усилиям Виллуана классы были преобразованы в училище, директором которого до 1918 года оставался Василий Юльевич. В 1918 году Виллуан организовал народную консерваторию.
Помимо преподавательской деятельности Виллуан был основателем симфонического оркестра ИРМО, в течение 30 лет проводил симфонические и камерные концерты, сам участвуя как дирижёр оркестра, солист-скрипач, скрипач струнного квартета.
Он участвовал в работе съездов Дирекции музыкальных обществ в Москве (1904) и Санкт-Петербурге (1917), в 1917 избран заместителем председателя Союза музыкантов Н. Новгорода. Имел чин коллежского советника и звание «свободный художник». В 1918 в связи с 45-летием творческой деятельности и за вклад в развитие музыкальной культуры получил звание профессора и Героя труда.
Умер в Нижнем Новгороде.
Похоронен в Нижнем Новгороде на кладбище Вознесенского Печёрского монастыря.

## Произведения и работы В. Ю. Виллуана
Василий Виллуан написал около 70 музыкальных сочинений, среди которых: 3 оперы, в том числе «Принц и Лелио» (1907, Казань); 4 струнных квартета; фортепианные пьесы; романсы.
Он также автор методических руководств по теории музыки. Несколько изданий выдержало его

Практическое руководство к изучению элементарной теории музыки: (С задачами) / Составил свободный художник В. Ю. Виллуан. — Нижний-Новгород: Печатано в типографии П. А. Косарева, 1878.

## Известные ученики
- Пианист И. А. Добровейн
- Пианист и композитор С. М. Ляпунов
- Пианистка В. И. Исакович-Скрябина, первая жена А. Н. Скрябина
- Скрипач и композитор Д. А. Крейн
  - Рубинштейн

## Память о Виллуане
- Именем В. Ю. Виллуана названа детская школа искусств № 8 г. Нижнего Новгорода.
- Проводится Международный конкурс юных пианистов им. В. Ю. Виллуана.